# Brachycolus cucubali
Brachycolus cucubali är en insektsart som först beskrevs av Giovanni Passerini 1863.  I den svenska databasen Dyntaxa används istället namnet Hayhurstia cucubali. Enligt Catalogue of Life ingår Brachycolus cucubali i släktet Brachycolus och familjen långrörsbladlöss, men enligt Dyntaxa är tillhörigheten istället släktet Hayhurstia och familjen långrörsbladlöss. Enligt den finländska rödlistan är arten akut hotad i Finland. Arten är reproducerande i Sverige. Artens livsmiljö är torra gräsmarker. Inga underarter finns listade i Catalogue of Life.